# Syndroom van Tietze
Het syndroom van Tietze is een goedaardige, maar vaak hevig pijnlijke, chronische ontsteking van de kraakbeenverbinding(en) in de borstkas tussen de ribben en het borstbeen. Het werd voor het eerst beschreven in 1921, door de Duitse chirurg Alexander Tietze (1864-1927).

## Omschrijving en symptomen
Het kraakbeen dat het borstbeen met de ribben, het sleutelbeen en de rugwervel verbindt, zorgt ervoor dat de borstkas flexibel is en kan bewegen bij de ademhaling. Een ontsteking van het kraakbeen tussen ribben en borstbeen kan erg pijnlijk zijn. Als daarnaast het kraakbeen onder aan het borstbeen gezwollen raakt, spreekt men van het syndroom van Tietze. Het kraakbeen kan door de ontsteking zo opzwellen, dat er op de pijnlijke plaats een rode warme zwelling zichtbaar wordt. De pijn zit vaak ook achter het borstbeen en straalt soms uit naar rug, nek, schouder en arm. 
Een andere vorm van het syndroom van Tietze is met spasmes van de linker- of rechterborstspier, die voor dezelfde klachten zorgen (zie hieronder). Deze ontsteking wordt ook wel costochondritis genoemd (costa = rib, chondros = kraakbeen, -itis: duidt een ontsteking aan). In dat geval gaat het echter om pijnlijke ontstekingen van het kraakbeen tussen de ribben en het sleutelbeen en/of de rugwervel. Meestal gaat het om de tweede, derde of vierde rib.
Op de pijnlijke plek drukken, diep zuchten, hoesten en niezen is extra pijnlijk.

## Reumatische aandoening
Het syndroom van Tietze en costochondritis zijn, net als reumatoïde artritis en de ziekte van Bechterew, vormen van ontstekingsreuma.

## Klachten
De klachten kunnen geleidelijk of plotseling ontstaan en komen meestal aanvalsgewijs. Soms zijn ze na enkele dagen over, maar ze kunnen ook langer duren of nooit meer weggaan.
Er kunnen ook psychische klachten voorkomen, zoals angstaanvallen, paniekaanvallen en kortetermijndepressies. Deze worden veroorzaakt doordat de persoon de stekende pijn (meestal) aan de linkerkant van de borstkas ervaart en dus denkt dat het zijn/haar hart is. Daardoor ontstaat een vorm van "minihyperventilatie" en dan kan de persoon draaiduizelingen ervaren waarop vaak hevige angstaanvallen volgen.

## Oorzaak
De oorzaak van het syndroom van Tietze is niet bekend. In het bloed is geen afwijking te zien. Op röntgenfoto's is de zwelling onder het borstbeen niet zichtbaar. Pijn op de borst kan ook een andere oorzaak hebben, zoals angina pectoris, een hartinfarct, longembolie of maagzweer. Het is daarom belangrijk die oorzaken uit te sluiten en bij klachten altijd een huisarts of specialist te raadplegen.

## Behandeling
Behandeling bestaat over het algemeen uit pijnstillers, ontstekingsremmers en eventueel een injectie op de plaats van de pijn. Verder is het belangrijk te letten op de houding (goed rechtop zitten bijvoorbeeld). Oefeningen zijn ook goed, maar tijdens een periode van hevige klachten kunnen deze soms te pijnlijk zijn. Ook moet er gekeken worden naar het stressniveau van de patiënt, zoals vermeld zouden ademhalingssymptomen ten gevolge van angstklachten kunnen meespelen in de ontwikkeling van de klachten.

## Vereniging
Er bestaat de Nederlandse Vereniging van Tietze- en costochondritispatiënten. Deze vereniging is aangesloten bij de Reumabond. De vereniging tracht met haar leden meer medische aandacht te verkrijgen. Ze zet zich onder andere ook in voor onderzoek naar de preventie, het ontstaan. De diagnose, de behandeling en therapie, de medicatie en de nazorg.